# Bound (videojuego)
Bound es un videojuego de plataformas y arte protagonizado por una bailarina. Fue desarrollado por Plastic Studios, publicado Sony Interactive Entertainment y lanzado el 16 de agosto de 2016, para la PlayStation 4.
El juego recibió críticas mayoritariamente positivas, alabando su estilo artístico y su originalidad, pero criticando la jugabilidad por considerarla superficial.

## Juego

Juego que muestra a la princesa navegando por un rayo estrecho

El jugador controla a una princesa sin nombre y bailarina de ballet mientras se abre camino a través de entornos surrealistas y oníricos. Debe completar los desafíos de plataformas y tiene la capacidad de repeler a los enemigos con su baile.
El juego utiliza un "Edge Guard" para evitar que el jugador se caiga de ciertas plataformas. Esto se debe a que el desarrollador creía que la posibilidad de caerse restaba valor a la experiencia de juego al obligar a los jugadores a prestar más atención a las piernas del personaje que al mundo. Hay algunos lugares en los que la princesa puede caerse y morir, pero reaparecerá cerca.

## Argumento
El juego tiene lugar dentro de la mente de una mujer embarazada que vuelve a visitar el hogar y los recuerdos de su infancia. En el mundo mental de la mujer, la protagonista es una princesa que sigue las órdenes de su madre, la reina, para derrotar a un monstruo que está destruyendo el mundo. Según el director creativo del juego, "todo en el juego es una gran metáfora", y hay escenas en el juego que muestran la vida real y no el world del juego.

## Desarrollo
El director creativo de Bound, Michal Staniszewski, dijo que el juego tardó tres años y medio en desarrollarse. El juego se diseñó para ser jugado de una sola vez, y sugirió que investigar demasiado el juego antes de jugarlo haría que se estropeara la experiencia, comparándolo con los juegos Journey y Firewatch.
La inspiración para la idea del juego también vino del juego Ico. El juego se dirigía a un público objetivo de jugadores mayores que llevan jugando "toda la vida" y están cansados de resolver puzles, sino que simplemente quieren una experiencia audiovisual sin una jugabilidad frustrante o repetitiva. Sin embargo, los desarrolladores querían incluir algún reto en el juego, para que no fuera simplemente un simulador de paseo. Se pretendía que fuera una experiencia corta, ya que el director creativo señaló que, al igual que otros adultos, carecía de tiempo para jugar a juegos más grandes, de 100 horas, como The Witcher 3.
La estética del juego se inspiró en gran medida en el arte moderno su desarrollo desde principios del siglo XX. El desarrollador de juegos Tale of Tales también fue citado como influencia en el diseño del juego, así como el arte digital de la demoscene.
La idea de un personaje principal bailarín no se añadió desde el principio del desarrollo. Más bien, tras un año y medio de desarrollo, los desarrolladores se sintieron decepcionados por lo parecidos que eran sus movimientos a los de un típico personaje de juego, y se inspiraron en un vídeo de un baile de jazz moderno para cambiar sus movimientos por los de una bailarina. Se utilizó la captura de movimiento de la bailarina María Udod, elegida por su experiencia tanto en el ballet como en la danza contemporánea, para grabar sus movimientos y utilizarlos con la protagonista. Su coreógrafo fue Michał Adam Góral. Cada animación del personaje se convirtió en un movimiento de danza.
Los desarrolladores del juego se vieron obligados a sacrificar los efectos visuales por el rendimiento, ya que no querían que el juego se ejecutara con desenfoque de movimiento o caídas de framerate debido a las limitaciones de hardware de la PlayStation 4. El juego se ejecuta a una velocidad estable de 60 fotogramas por segundo (FPS), y Staniszewski cree que los juegos que se ejecutan a una velocidad inferior a 60 FPS no son la "forma adecuada en que los juegos deben verse en los televisores".
El 13 de octubre de 2016, Plastic lanzó un parche que permitía la compatibilidad con PlayStation VR. Más tarde, el 10 de noviembre de 2016, se publicó otro parche que habilitaba la compatibilidad con PlayStation 4 Pro, incluyendo la resolución 4K y una mayor densidad de píxeles en el modo VR.

## Recepción
Bound ha recibido críticas entre mixtas y positivas, con una puntuación total de 71/100 en Metacritic. Chris Carter, de Destructoid, calificó el juego con un 60/100, diciendo que sus gráficos son "magníficos" e "impresionantes", pero calificando el movimiento de "rígido" y el combate de demasiado fácil, creyendo que el juego se inclina "demasiado" hacia el aspecto de las plataformas. Matt Peckham, de Time, lo calificó con un 50/100, diciendo que, aunque el juego es divertido de ver, es aburrido de jugar porque es muy fácil navegar por el mundo. Jim Sterling, de The Jimquisition, le dio la misma puntuación, diciendo que, aunque es bonito, jugarlo es una "molestia desordenada y obstructiva", con controles y movimientos de cámara deficientes, ya que es incapaz de comprometerse a ser un simulador de caminata o un juego de plataformas de rompecabezas totalmente realizado y es, en cambio, un híbrido de ambos.
Justin Clark, de GameSpot, ha puntuado el juego con un 70/100, afirmando que si bien su jugabilidad es "rudimentaria", esto se compensa con los detalles gráficos del juego, calificando cada fase como una "maravilla cubista" y la idea de un personaje principal que baila como algo digno de elogio, y diciendo que "muestra inmensas cantidades de contemplación y ambición en todos los aspectos, excepto en la jugabilidad". Afirma que "criticarlo por su mecánica excesivamente simplista es, en última instancia, no ver el bosque por los árboles", y que "Bound es una instalación de arte digital" cuyo impacto total sólo es evidente en sus momentos finales.
El juego fue seleccionado para aparecer en IndieCade 2016.